# Eskoriatza
Eskoriatza település Spanyolországban, Gipuzkoa tartományban. Eskoriatza Aramaio, Leintz-Gatzaga, Barrundia és Aretxabaleta községekkel határos. Lakosainak száma 4241 fő (2024).

## Népesség
A település népessége az utóbbi években az alábbiak szerint változott:
| Lakosok száma | 3938 | 3890 | 3926 | 4063 | 4043 | 4090 | 4080 | 4065 | 4131 | 4241 |
|               | 2001 | 2004 | 2006 | 2009 | 2011 | 2014 | 2016 | 2019 | 2021 | 2024 |